# Gallo (streektaal)

Het Franse taallandschap
Verspreiding van talen en streektalen in Frankrijk, Wallonië en Franstalig Zwitserland

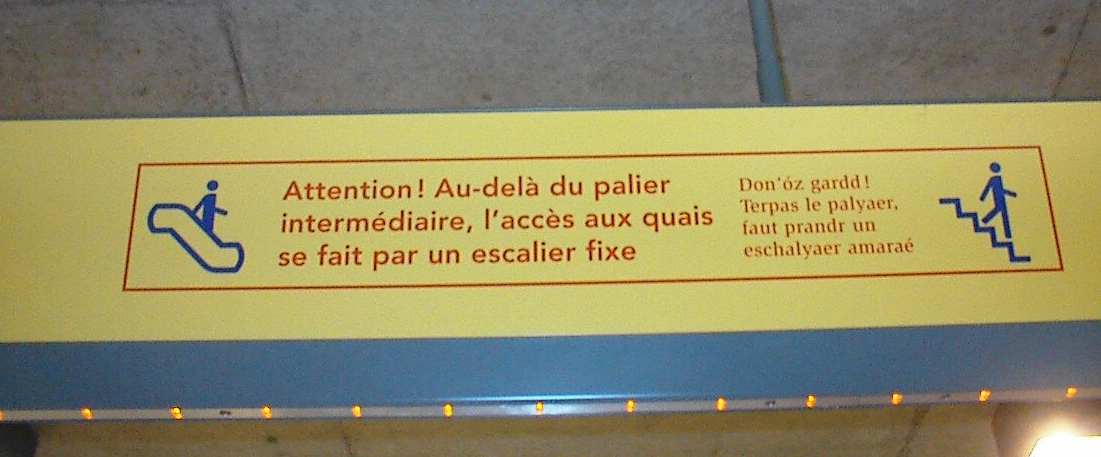
Tweetalig bord op een metrostation in Rennes

Het Gallo (Gallo Galo, Frans gallo of langue gallèse, Bretons Galloueg) is een West-Franse streektaal, die wordt gesproken in het oosten van Bretagne. In tegenstelling tot het Bretons, dat wordt gesproken in het westelijke deel van Bretagne, is het geen Keltische maar een Romaanse taal. Het Gallo behoort tot de familie der langues d'oïl en is nauw verwant is aan het Normandisch, het Picardisch, het Angevin en het Poitevin-Saintongeais. De naam mag overigens niet worden verward met het Gallisch, een Keltische taal die in de Oudheid in Gallië werd gesproken. De naam "Gallo" is ontleend aan het Bretons en betekent oorspronkelijk "Fransman".
Op een metrostation in Rennes zijn tweetalige informatieborden te zien in het Frans en het Gallo. Toch is deze taal over het algemeen minder zichtbaar aanwezig dan het Keltische Bretons. Dat is zelfs het geval in de traditionele Pays Gallo, waarvan Rennes (Gallo Resnn, Bretons Roazhon) en Nantes (Gallo Nauntt, Bretons Naoned) de twee historische hoofdsteden zijn.

## Dialecten
Het Gallo heeft drie dialecten: Gallo du Nord, Gallo-Centre en Gallo du Sud.

## Eigenschappen
De woordenschat van het Gallo is sterk beïnvloed door het Bretons, maar blijft toch overwegend Romaans. Er is sprake van een zekere mate van wederzijdse verstaanbaarheid tussen het Gallo en de aangrenzende Normandische dialecten, inclusief Dgèrnésiais en Jèrriais, die worden gesproken op Guernsey en Jersey.
Kenmerkende eigenschappen van het Gallo (die het overigens deelt met het Normandisch) zijn de tweeklank [ɛi] (Frans: [wa]), depalatalisering van lh, klankverschuiving van [ɛn] naar [ɑn] en de diftongisering van [ɑn] tot [ɑun]. Oorspronkelijk hadden de Britto-Romaanse talen ook de klank [θ], maar die heeft zich in het Gallo later tot [ts] en in het Normandisch tot [ʃ] ontwikkeld.

## Status

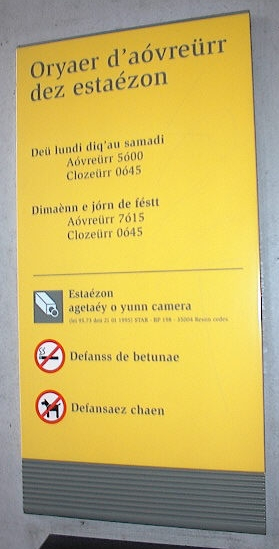
Bord in het Gallo op een metrostation in Rennes

Hoewel het Gallo een literaire traditie heeft, is de taal vooral bekend uit verhalen, liederen en theatervoorstellingen. Zoals bijna alle Franse dialecten en streektalen wordt het Gallo tegenwoordig met uitsterven bedreigd. De situatie is te vergelijken met die van het Normandisch: de oudere generatie is er nog mee opgegroeid, de tweede generatie heeft de taal voor het Frans ingeruild, en de jongere generatie heeft nog slechts een passieve kennis van de taal. Het minderwaardigheidscomplex, waarmee de laatste moedertaalsprekers van Franse streektalen vaak behept zijn, blijft ook het Gallo niet bespaard. Al met al wordt de taal tegenwoordig nauwelijks meer gesproken en zal zij vermoedelijk binnen twee generaties geheel zijn uitgestorven.
Toch is er de laatste tijd sprake van een opleving, die paradoxaal genoeg samenhangt met Bretons nationalisme: toen Bretonse nationalisten in het Keltische westen in het Bretons een voor de hand liggend symbool vonden, kwamen hun collega's in het Romaanse oosten al gauw bij het Gallo terecht.

## Voorbeelden

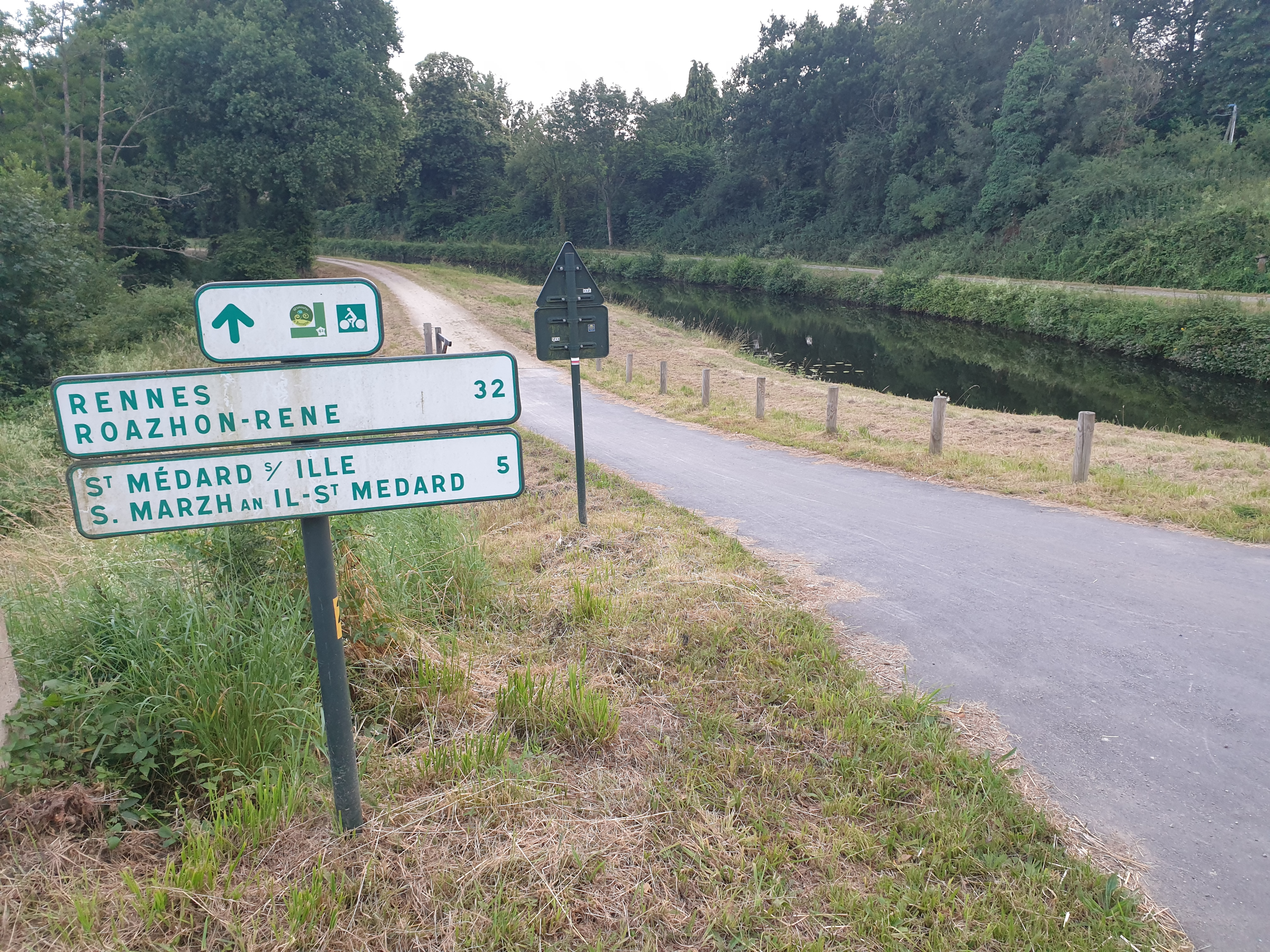
Gallo-benaming Rene voor Rennes op een verkeersbord

| Gallo        | Frans                            | Nederlands     |
| ------------ | -------------------------------- | -------------- |
| avètt        | abeille                          | bij            |
| chaérr       | chaise                           | stoel          |
| fórmaij      | fromage                          | kaas           |
| desort       | sortie                           | uitgang        |
| cheir        | tomber (archaïsch: choir)        | vallen         |
| biq          | chèvre (slang: bique)            | geit           |
| ostèu        | maison (archaïsch: hostel)       | huis           |
| lip          | lèvre                            | lip            |
| góll         | bouche ('throat': gueule)        | mond           |
| limerot      | numéro                           | nummer         |
| peirr        | poire                            | peer           |
| escoll       | école                            | school         |
| chat-de-boéz | chat-de-bois [boskat] (écureuil) | eekhoorn       |
| esteill      | étoile                           | ster           |
| orier        | horaire                          | dienstregeling |
| betunae      | fumer (archaïsch: pétuner)       | roken          |
| anoet        | aujourd'hui                      | vandaag        |
| sublae       | siffler                          | fluiten        |

### Fragment uit een verhaal van Dottin-Langouet
Léz oz déz saent
Il n’avae unn fei, dan la pareiss de Ploechoezz, dóz om qi, apoeprès tótt lèz noetz, alaen chinae d’un costaé ó d’un autr.
Un seir, iz devizirr qu’un serae alaé cerchae un mouton pórr le maunjae, é l’autr cerchae dez noéz. La retróvaéy estae sóz l’chapistréu de l’elhizz.
El ciun q’estae alaé cerchae léz noéz arivit lontan avaunt l’autr. Il se mit à l’esspeireae sóz el chaspitréu. Tót an l’eisspeiraunt, il croqae dez noéz, é com l’autr n’arivae poènt, la noet s’avaunczae caun mèsm.
Ariv l’órr de sonae l’anjeluss (c’estae an l’ivern) ; el sacrisst và pórr sónae, é com il faezae neir, il ne veiae pènt mon drosll q’estae séetaé sus sa pochaéy de noéz, é nan croqae a bel dant an esspeiraunt l’autr....